# Favartia cellulosa
Favartia cellulosa är en snäckart som först beskrevs av Conrad 1846.  Favartia cellulosa ingår i släktet Favartia och familjen purpursnäckor. Inga underarter finns listade i Catalogue of Life.